# Nicolae Brancomir
Nicolae Brancomir (n. 7 august 1904 – d. 27 august 1991) a fost un actor român de teatru și film. A jucat la Teatrul Național „Ion Luca Caragiale” din București.

## Distincții
- Ordinul „Meritul Cultural” în gradul de Medalie cl. I, pentru teatru (1 februarie 1943)[2]
- Medalia Muncii (23 ianuarie 1953) „pentru merite deosebite, pentru realizări valoroase în artă și pentru activitate merituoasă”[3]
- titlul de Artist emerit al Republicii Populare Romîne (3 noiembrie 1956) „pentru merite deosebite în activitatea artistică”[4]
- Ordinul Muncii clasa a III-a (10 august 1964) „pentru merite deosebite în opera de construire a socialismului, cu prilejul celei de a XX-a aniversări a eliberării patriei”[5]
- Ordinul „Meritul Cultural” clasa a II-a (6 noiembrie 1967) „pentru merite deosebite în domeniul artei dramatice”[6]
- Ordinul „Meritul Cultural” clasa I (1971) „pentru merite deosebite în opera de construire a socialismului, cu prilejul aniversării a 50 de ani de la constituirea Partidului Comunist Român”[7]

## Filmografie
- Tigăncușa de la iatac (1923) - tânăr boier „bonjurist”
- Castelul Peleș (1941) - lectura comentariului
- Războiul nostru sfânt (1942) - lectura
- Vulturașii (1943) - lectura
- În slujba eroilor și aproapelui (1943) - lectura
- Țigări (1944) - lectura comentariului
- Pelicanii (1944) - lectura
- Lucrări agricole (1944) - lectura
- Balta paradisului pescarilor (1944) - lectura
- Cetatea Deva (1944) - lectura
- Dunărea clădește și distruge (1946) - lectura
- Tinerețe fără bătrînețe (1969) - Înțeleptul
- Mihai Viteazul (1971) - boierul Filimon
- Frații Jderi (1974) - Iusuf Ceauș
- Ștefan cel Mare - Vaslui 1475 (1975) - Iusuf Ceauș

## Imagini

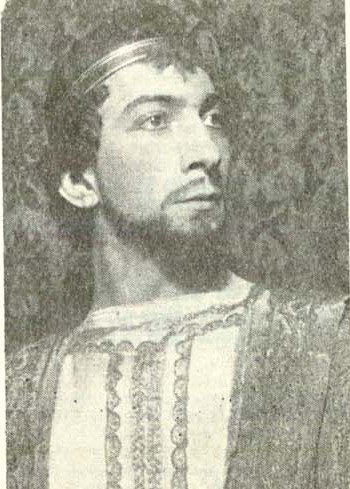
Oreste din Andromaca de Racine.
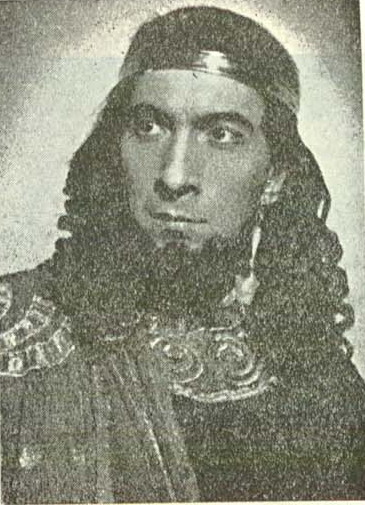
Egist din Atrizii de Victor Eftimiu.
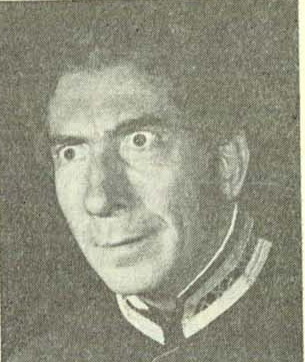
Dirigintele poștei din Revizorul lui Gogol.
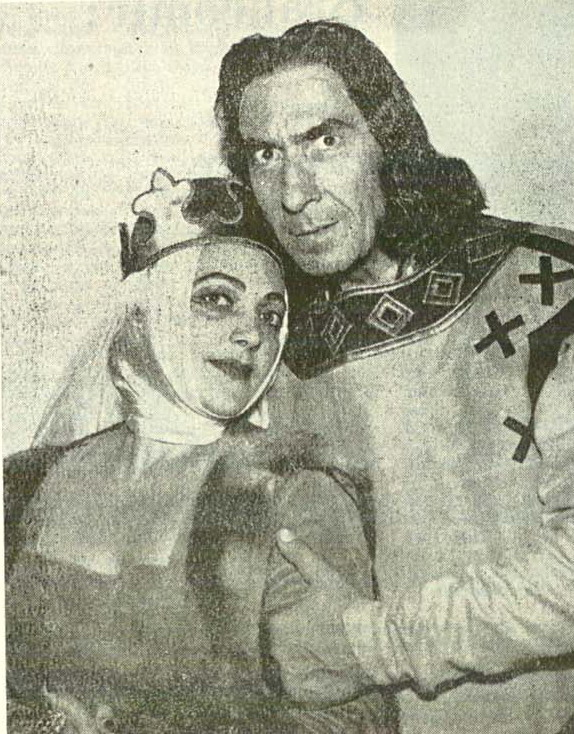
Irina Răchițeanu și Nicolae Brancomir în Judecata focului de Al. Adamescu.